# Klaus Liebich
Klaus Liebich (* 26. Juni 1929 in Leipzig; † 14. Januar 2023) war ein deutscher Fotograf, Dozent und Buchillustrator.

## Leben
Klaus Liebich war der Sohn des Buchhalters Arthur Paul Walter Liebich. Ab 1. April 1947 studierte er an der Akademie für graphische Künste und Buchgewerbe in Leipzig, die ab 26. April 1947 Hochschule für Grafik und Buchkunst Leipzig (HGB) hieß, unter anderem beim Professor für Fotografie Johannes Widmann (1904–1992). Dieses Studium beendete er 1949.
Am 1. Februar 1952 erhielt Liebich einen Lehrauftrag an der HGB und wurde im September 1952 technischer Assistent in der Abteilung Fotografie. Nach seiner Diplomprüfung 1957 wurde er Assistent für das Grundstudium und 1960 Oberassistent. Von 1963 bis 1992 war er Dozent an der Abteilung Fotografie.
In seiner fotografischen Arbeit widmete er sich in den 1960er Jahren besonders dem Aufbau der Stadt Leipzig, und es entstanden Fotoserien von Persönlichkeiten des öffentlichen Lebens, der Stadtgestaltung und der Stadtplanung. In den 1980er Jahren entstand eine Dokumentation des Dorfes Dölitzsch, einen Ortsteil der Gemeinde Narsdorf im damaligen Kreis Geithain, wo er eine Sommerwohnung besaß. Weiter folgten Rittergüter und Herrenhäuser im Landkreis Leipzig.
Klaus Liebich lebte im Leipziger Stadtteil Liebertwolkwitz.

## Ausstellungen
- Kontraste – Leipziger Stadtansichten um 1965, Studioausstellung vom 6. Mai bis 30. Juli 2017 im Stadtgeschichtlichen Museum Leipzig

## Publikationen
- mit Heinrich Ilgenfritz: Der Kupferstich. Verlag der Kunst, Dresden 1958, OCLC 251060576.
- mit Johanna Kraeger: Die rätselhafte Feder. Alfred Holz Verlag, Berlin 1963, OCLC 311733998.
- mit Hannelore Liebich: Kinder vor der Kamera. Fotokinoverlag, Leipzig 1964, OCLC 73537173.
- mit Karl Wiegel: Medaillen zur Geschichte der Arbeiterbewegung [Vom Kommunist. Manifest z. Roten Oktober]. Institut für Buchgestaltung, Leipzig 1967, OCLC 73827134.
- Reseda Die Stute aus Graditz. Alfred Holz Verlag, Berlin 1968, OCLC 72225086.
- Die ästhetische Erziehung und Persönlichkeitsbildung Jugendlicher durch die Fotografie Gedanken zur method. Arbeit d. Zirkel u. Arbeitsgemeinschaften auf d. Gebiet d. Kinder- u. Jugendfotografie. Kulturbund d. DDR, Zentrale Komm. Fotografie, Arbeitsgruppe Jugendfotografie, 1975, OCLC 718943134.
- Zauberpferdchen mit Versen aus dem alten russischen Poem "Konjok-Gorbunok". mit Fotos von Klaus Liebich. Verlag Junge Welt, 1986, OCLC 74999816.